# 維瑟山
66°45′S 67°44′W / 66.750°S 67.733°W
維瑟山是南極洲的山峰，位於帕默群島的阿德萊德島北部，處於弗蘭山以南4.6公里，根據美國探險隊拍攝的空中照片被繪入地圖。